# James Wallace (homme politique)
Pour les articles homonymes, voir James Wallace et Wallace.
James Wallace (1729-1783), de Carleton Hall, Cumbria, est un Anglais avocat, député, solliciteur général et procureur général.

## Biographie

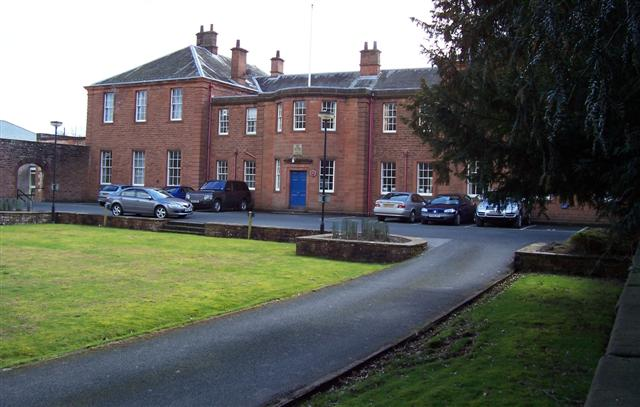
Carleton Hall

Il est le fils de l'avocat, Thomas Wallace, d'Asholme, Northumberland. Il entre à Lincoln's Inn et est admis au barreau en 1757. En 1770, il est élu député de Horsham, dans le Sussex. En 1778, il est nommé solliciteur général et en 1780, procureur général.
Il est décédé en 1783 et est enterré dans la cathédrale d'Exeter . Le 8 janvier 1767, Wallace épouse Elizabeth, fille unique et héritière unique de Thomas Simpson, Esquire, de Carleton Hall, Cumberland, et ils ont deux enfants, son fils et héritier Thomas Wallace (1er baron Wallace) qui épouse Jean Hope et Elisabeth (1770-1792) décédée non mariée .